# 葛飾新宿郵便局
葛飾新宿郵便局（かつしかにいじゅくゆうびんきょく）は東京都葛飾区にある郵便局。民営化前の分類では集配普通郵便局であった。

## 概要
住所：〒125-8799 東京都葛飾区金町1-8-1

### 併設施設
- ゆうちょ銀行葛飾新宿店（本店葛飾新宿出張所）：取扱店番号01018

## 沿革
- 1872年8月4日（明治5年7月1日） - 新宿（にいじゅく）郵便取扱所として開設[1]。
- 1875年（明治8年）1月1日 - 新宿郵便局（五等）となる[1]。
- 1885年（明治18年）7月15日 - 貯金預所を設置[1]。
- 1890年（明治23年）10月16日 - 為替取扱所を設置[1]。
- 1937年（昭和12年）11月1日 - 等級を三等から二等に改定[2]。
- 1947年（昭和22年）4月16日 - 葛飾新宿郵便局に改称[3]。
- 1950年（昭和25年）9月24日 - 葛飾区新宿町一丁目から同区新宿町四丁目に移転[4]。
- 1956年（昭和31年）12月1日 - 電話通話事務の取扱を開始。
- 1957年（昭和32年）6月1日 - 和文電報受付事務の取扱を開始。
- 1965年（昭和40年）6月 - 局舎新築。
- 1980年（昭和55年）11月 - 局舎新築。
- 1999年（平成11年） - 外国通貨の両替および旅行小切手の売買に関する業務取扱を開始。
- 2007年（平成19年）10月1日 - 民営化に伴い、併設された郵便事業葛飾新宿支店、ゆうちょ銀行葛飾新宿店に一部業務を移管。
- 2012年（平成24年）10月1日 - 日本郵便株式会社発足に伴い、郵便事業葛飾新宿支店を葛飾新宿郵便局に統合。
- 2016年（平成28年）7月25日 - ゆうゆう窓口の24時間営業を廃止。

## 取扱内容

### 葛飾新宿郵便局
- 郵便、印紙、ゆうパック、内容証明
- 生命保険、バイク自賠責保険、自動車保険、がん保険、引受条件緩和型医療保険
- 葛飾区内の一部地域（〒125-xxxx）の集配業務
- ゆうゆう窓口

### ゆうちょ銀行葛飾新宿店
- 貯金、貸付、為替、振替、振込、国際送金、外貨両替、国債、投資信託、変額年金保険
- ATM

## 周辺
- 亀有警察署
- 金町消防署
- 東京かつしか赤十字母子医療センター
- 中川
- 江戸川
- 中島守利像

## アクセス
- JR常磐線 金町駅（南口）もしくは京成金町線 京成金町駅から徒歩約13分
- 都営バス草39系統「金町駅前」行きもしくは「浅草寿町」・「上野松坂屋前」行きに乗車し「新宿郵便局前」停留所下車
- 京成タウンバス小54系統「亀有駅」行きもしくは「京成小岩駅」行き・「タウンバス車庫」行きに乗車し「新宿郵便局」停留所下車
- 首都高中央環状線 四つ木出入口から北東へ、もしくは東京外環自動車道 三郷南ICから南へそれぞれ約5km
- 国道6号（水戸街道）沿い
- 駐車場あり：3台